# Thyrsos (Märtyrer)

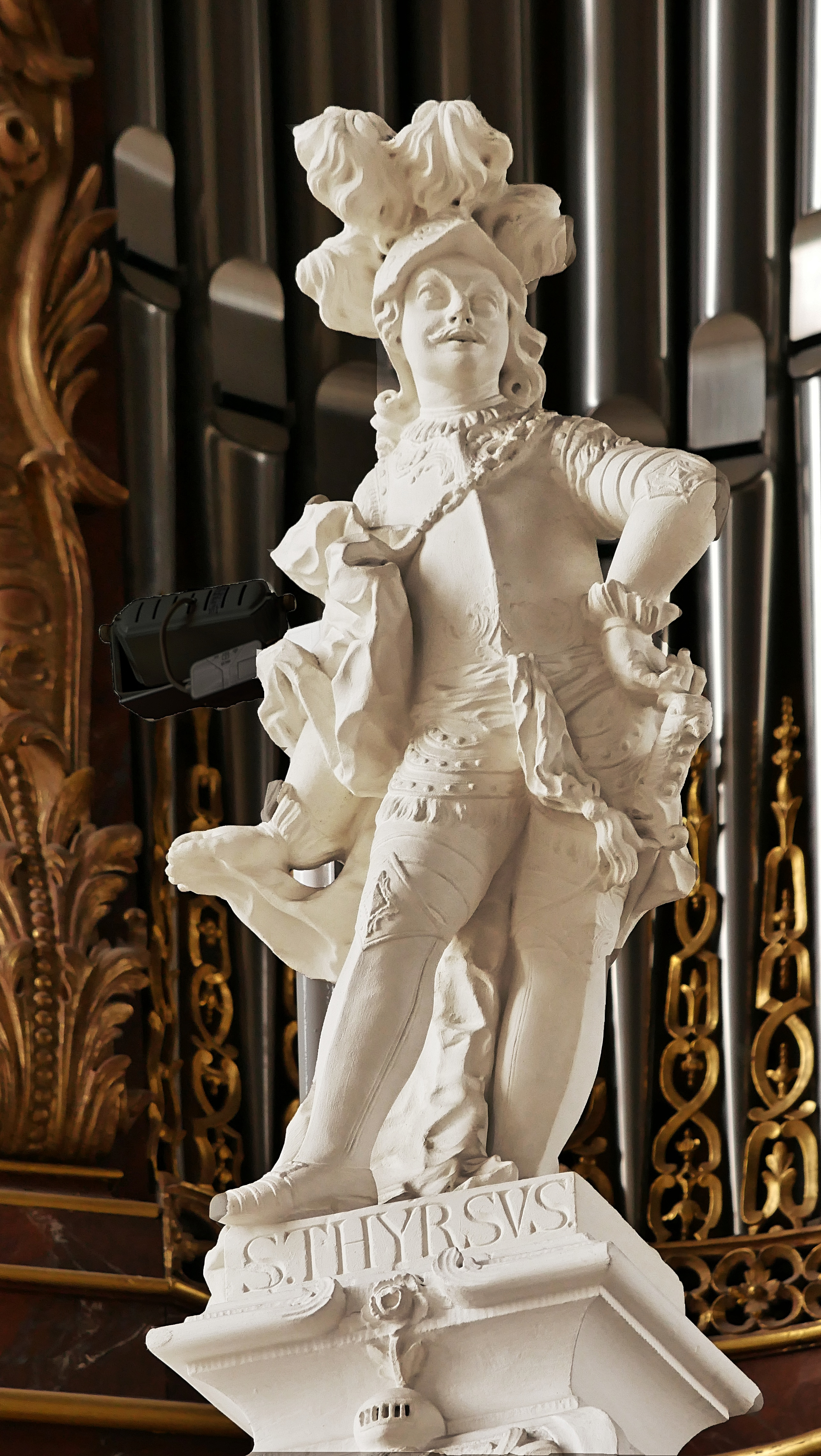
Statue des hl. Thyrsos in St. Paulin in Trier

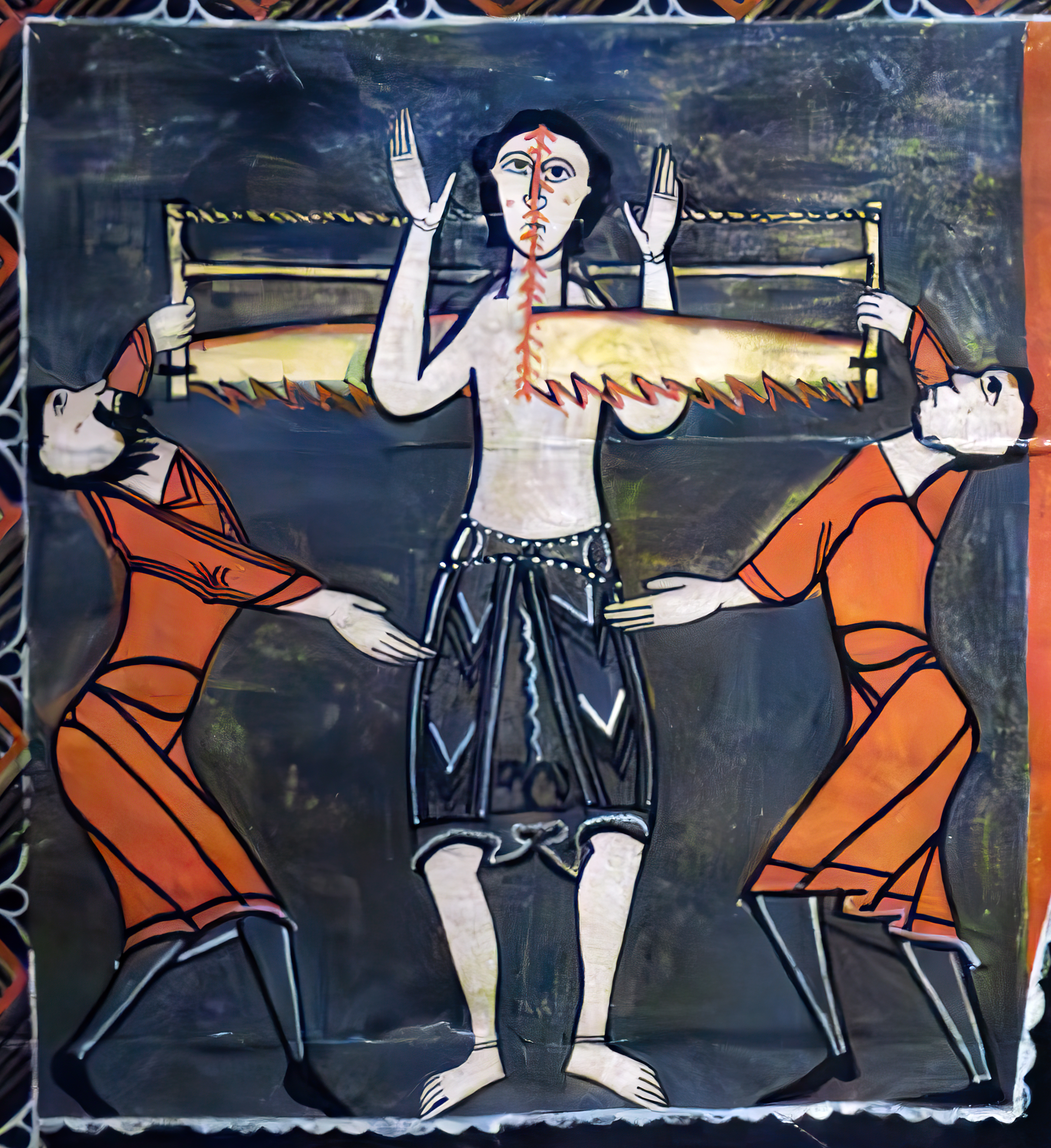
Martyrium des heiligen Quiriacus, der wie der heilige Thyrsos in zwei Teile zersägt werden sollte

Der heilige Thyrsos oder Thyrsus (* vielleicht in Apollonia, beim heutigen Gölyazı/Türkei; † um 250 in Apollonia) erlitt unter dem römischen Kaiser Decius (249–251) den Märtyrertod. Nach dem katholischen Kalender wird sein Gedenktag am 14. Dezember gefeiert.

## Namen
Weitere Namen für Thyrsos sind Thyrsus, Thyrse im Französischen oder Tirso, auch Santirso, im Spanischen.

## Legende
Der heilige Thyrsos soll während der Christenverfolgung unter dem römischen Kaiser Decius um das Jahr 250 den Märtyrertod erlitten haben. Nach der Legende war er Zeuge des Martyriums von Leukios und Kallinikos, gegen das er sich aufgelehnt haben soll. Anschließend wurde Thyrsos selbst gefoltert. Seinen Peinigern gelang es nicht, ihn zu töten. Schließlich versuchten sie, ihn mit einer Säge in zwei Teile zu zersägen. Dabei soll die Säge so schwer geworden sein, dass sie die Folterknechte nicht mehr halten konnten.
Nach der Legende wurde der heilige Thyrsos in Apollonia beigesetzt. Im 4. Jahrhundert soll sein Leichnam nach Konstantinopel gebracht worden sein, wo unter dem Praetor Caesarius von Nazianz (330–368/369) eine Kirche zu seinen Ehren erbaut wurde. Eine andere Kirche seines Namens soll von Kaiser Justinianus errichtet worden sein.

## Patrozinien
Auch im Westen des Römischen Reiches verbreitete sich der Kult des Heiligen. Thyrsos ist der  Schutzpatron von Sisteron, einer französischen Gemeinde im Département Alpes-de-Haute-Provence. Die dortige Kathedrale Notre-Dame-des-Pommiers-et-Saint-Thyrse ist ihm geweiht. Weitere Kirchen mit dem Patrozinium des Heiligen sind die Kapelle Saint-Thyrse bei Robion in der Nähe von Castellane und die Kirche in Châteauponsac bei Limoges.
In der portugiesischen Stadt Braga und in den spanischen Städten Oviedo, Girona, Toledo und Sahagún wurden ihm Kirchen geweiht. In Palas de Rei, in der spanischen Region Galicien, befindet sich auf der Plaza de Concello eine Statue des heiligen Thyrsos, dem im Ort auch eine Kirche geweiht ist. In Lausanne wurde im 6. Jahrhundert ein dem Heiligen gewidmeter Vorgängerbau der Kathedrale Notre-Dame errichtet. Im Osten Zyperns wird der Heilige in der Kirche Agios Thyrsos verehrt.

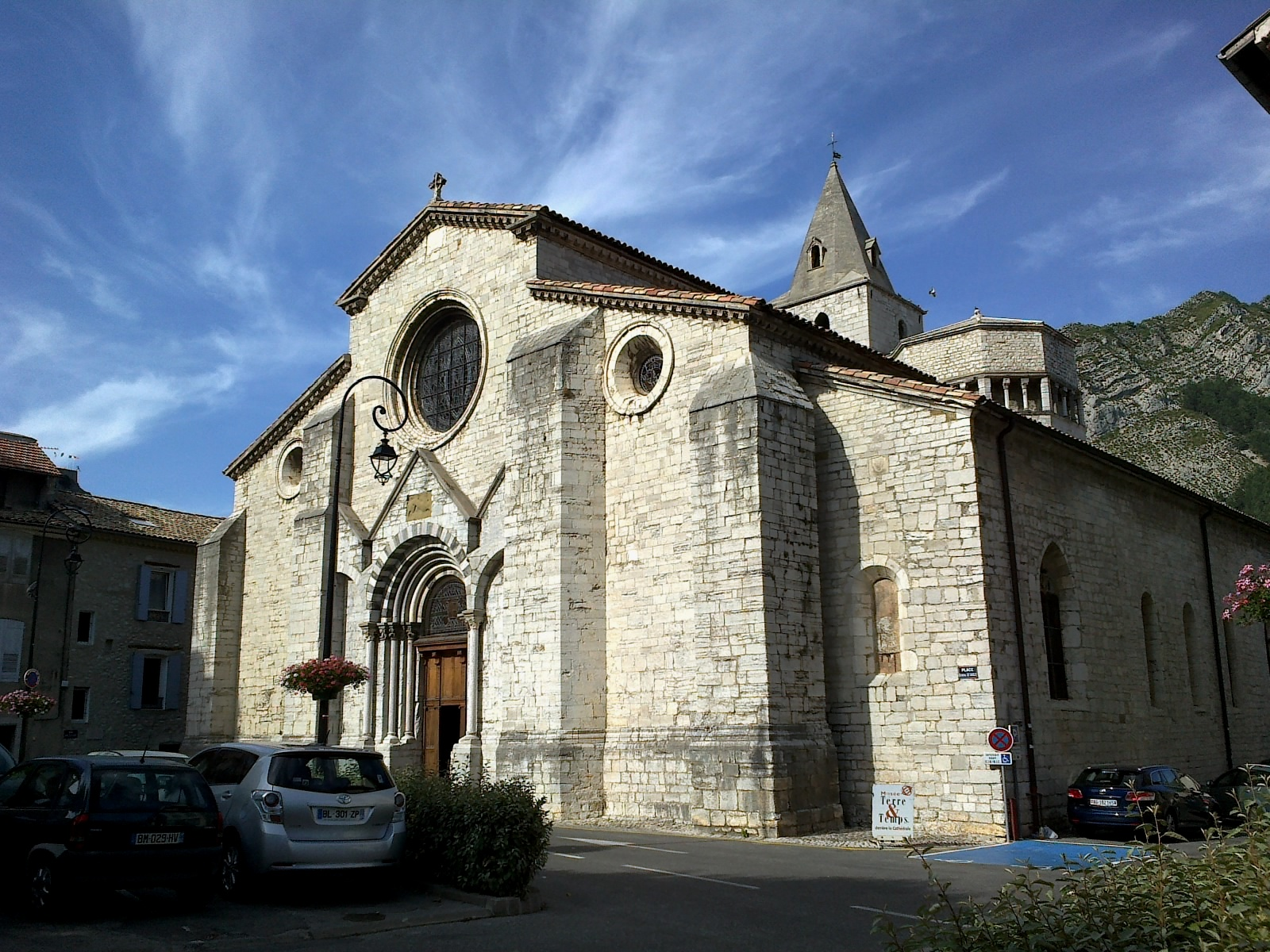
Kathedrale Notre-Dame-des-Pommiers-et-Saint-Thyrse in Sisteron
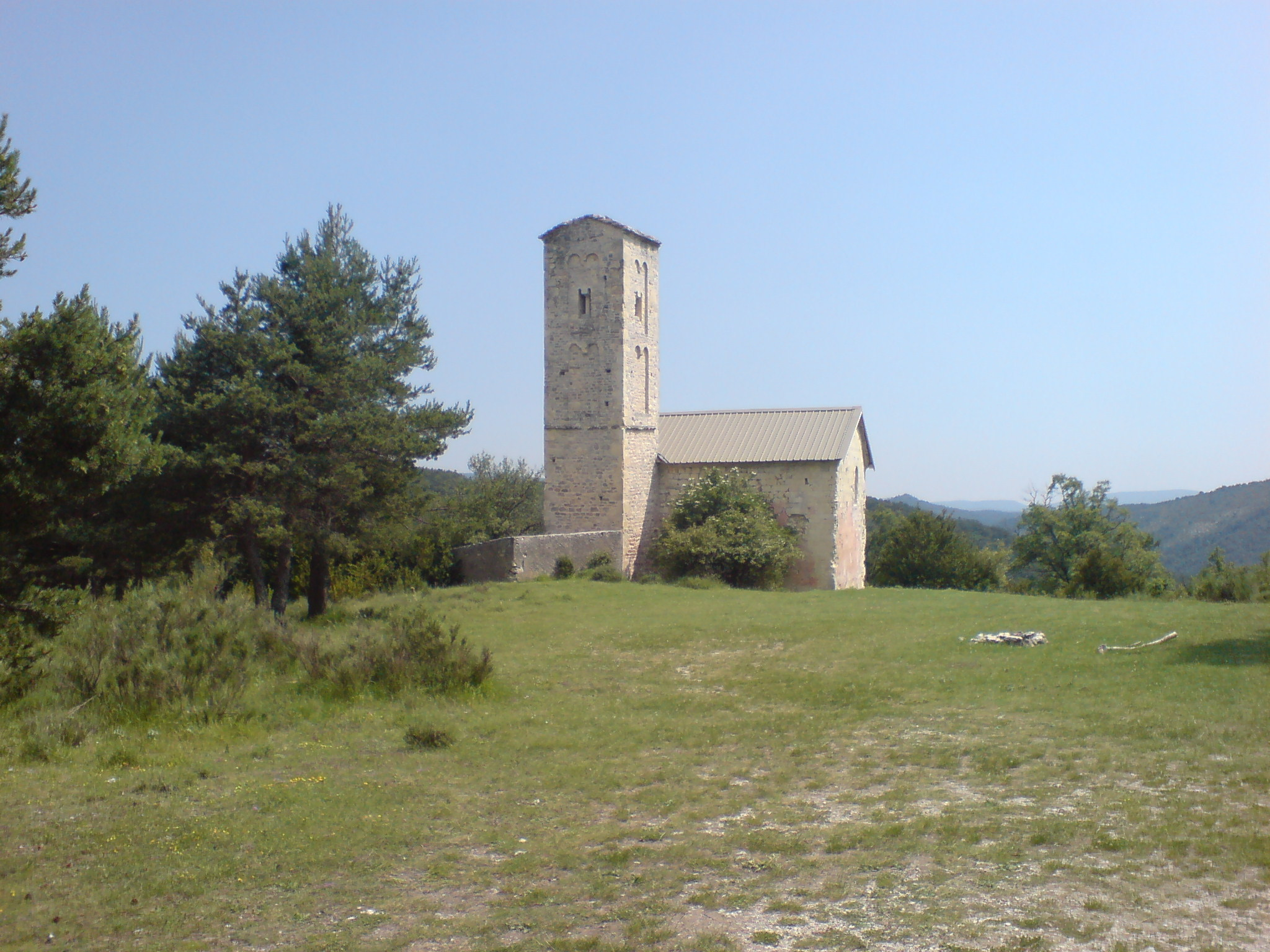
Kapelle Saint-Thyrse außerhalb des Weilers Robion bei Castellane
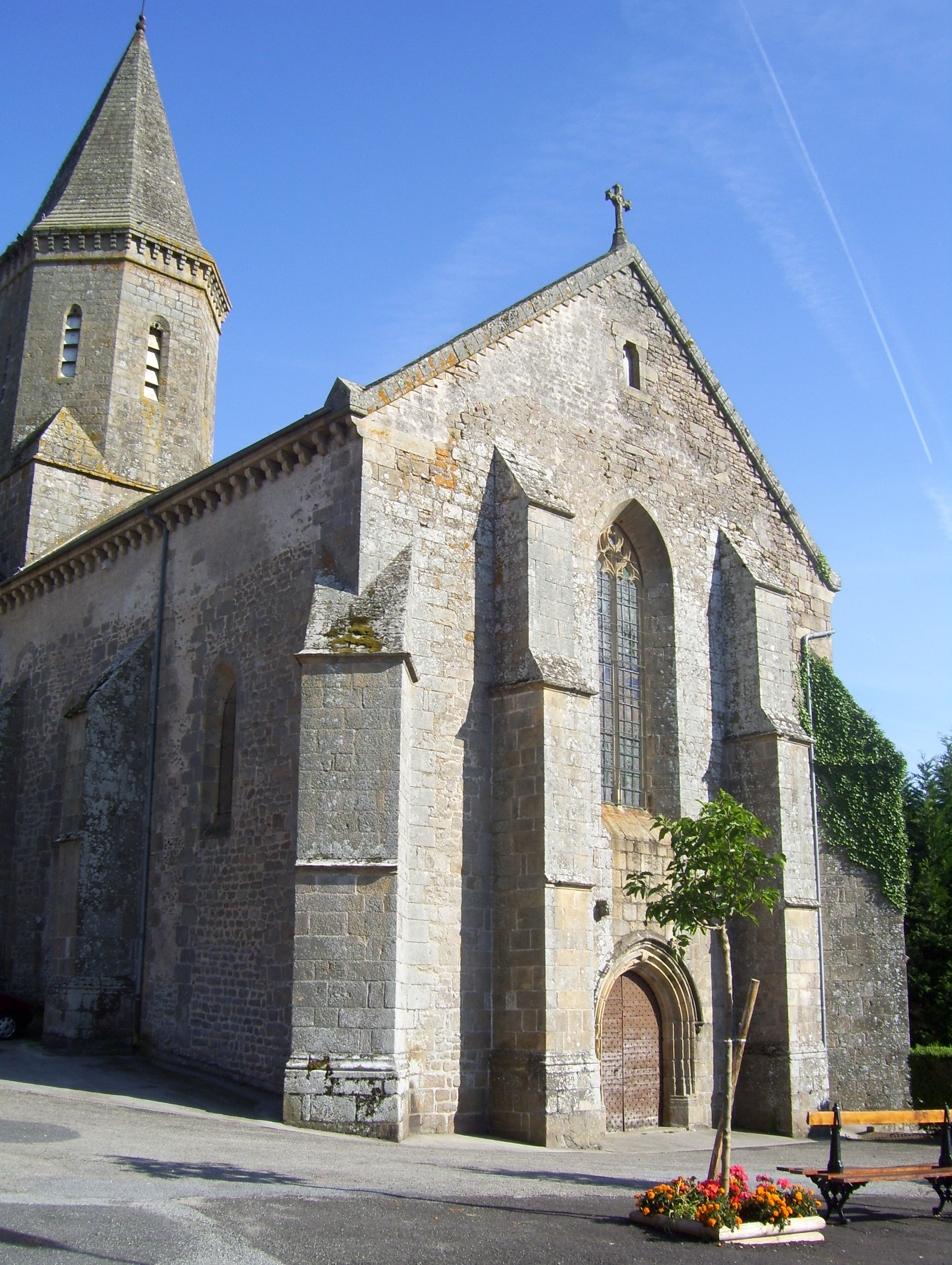
Kirche Saint-Thyrse in Châteauponsac
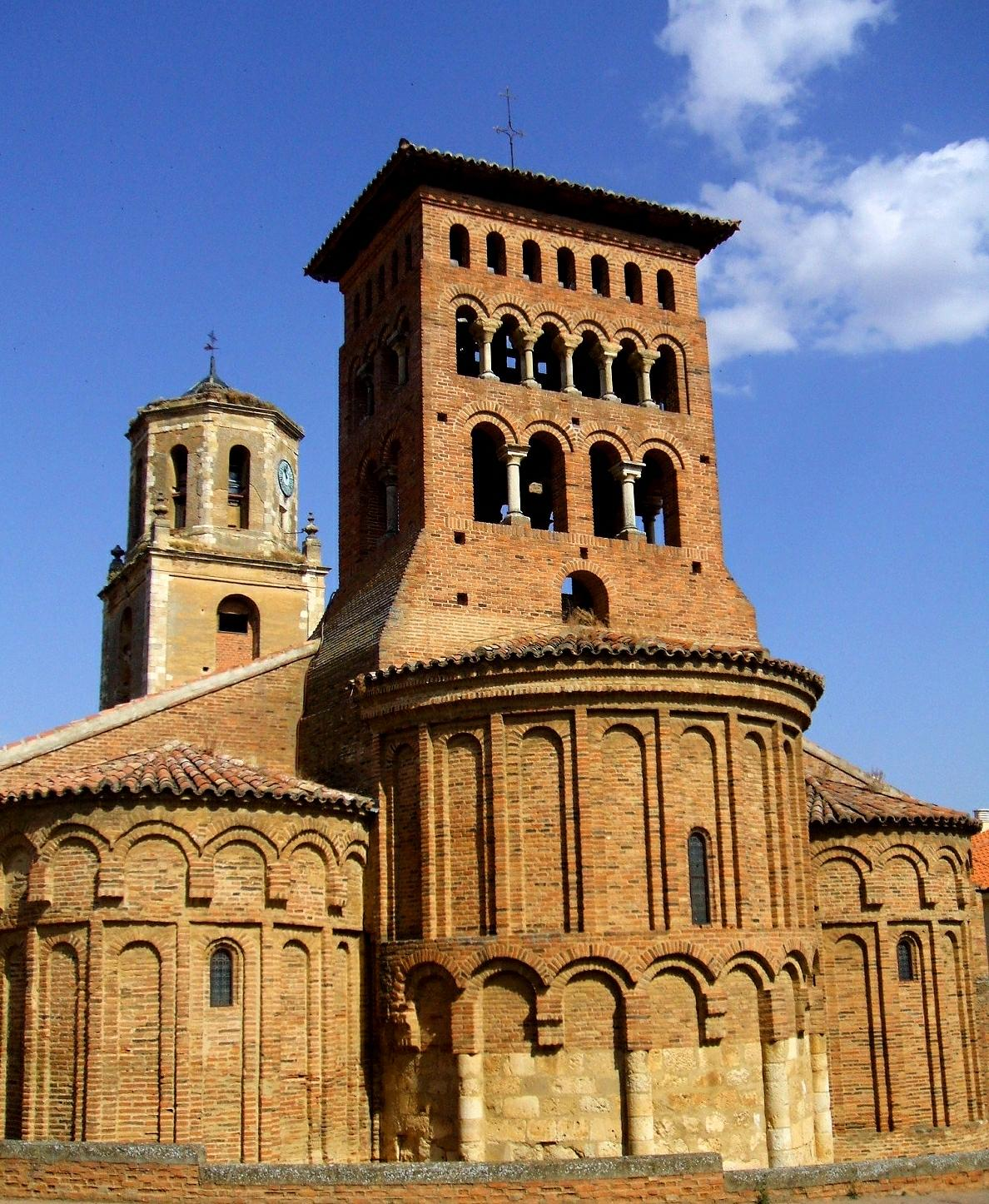
Kirche San Tirso in Sahagún
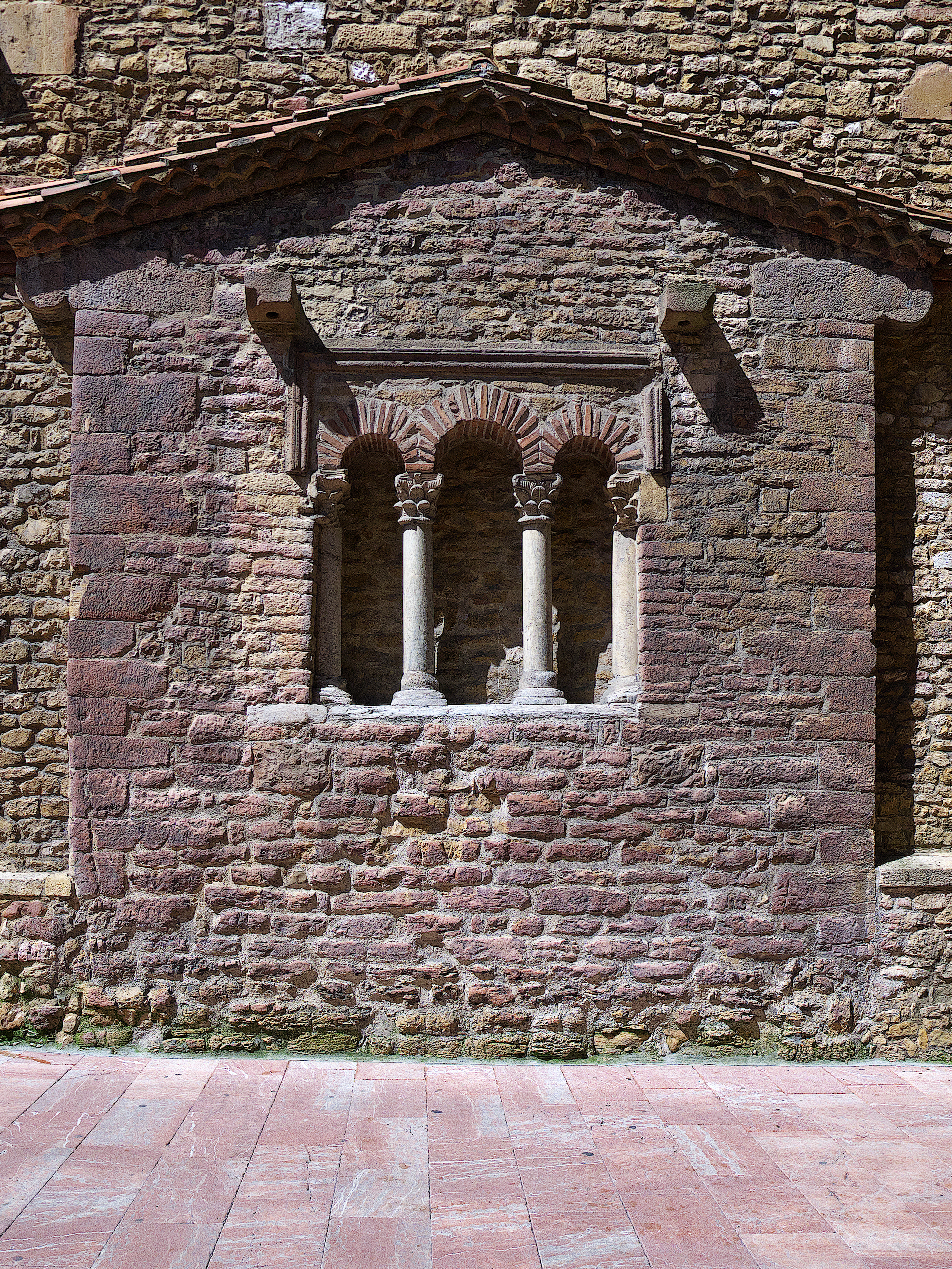
Kirche San Tirso in Oviedo

## Ikonografie
Thyrsos wird mit einer Säge dargestellt, da er nach der Legende in zwei Teile zersägt werden sollte.